# Consécration de saint Laurent comme diacre par Sixte II
La Consécration de saint Laurent comme diacre par Sixte II est une fresque de la chapelle Nicoline, décorée dans le palais apostolique du Vatican par Fra Angelico et des aides (y compris Benozzo Gozzoli) entre 1447 et 1448 environ. La fresque occupe l'emplacement entre deux fenêtres du registre central du mur de gauche et constitue le premier épisode des Histoires de saint Laurent. 

## Histoire
Fra Angelico a travaillé à la chapelle Nicoline durant son séjour à Rome entre 1445 et 1450. Les premiers documents qui attestent des fresques datent du 9 mai au 1er juin 1447, sous le pontificat de Nicolas V, mais il est possible qu'elles aient déjà été commencées les deux années précédentes, sous Eugène IV. 
Les fresques de ce qui était autrefois la chapelle privée du pape ont dû être achevées, après une pause à l'été 1447 lorsque le peintre s'est rendu à Orvieto, à la fin de 1448. Le 1er janvier 1449, Angelico reçut une commission pour une nouvelle réalisation.

## Description
La scène de la consécration diaconale de saint Laurent est la seule du cycle à ne pas être placée côte à côte dans le même mur, mais, en raison de la disposition des fenêtres, elle est isolée au centre. Elle doit cependant être mise en relation directe avec l'épisode de la lunette au-dessus avec Saint Étienne recevant le diaconat de saint Pierre. 
Les deux scènes sont en fait représentées dans une basilique et montrent un pape livrant le ciboire et la patène lors de la cérémonie de remise du diaconat. Dans ce cas, cependant, la nef de l'église est représentée en raccourci, dans une construction en perspective audacieuse avec cinq colonnes de chaque côté qui soutiennent une architrave (référence à l'architecture chrétienne primitive des basiliques romaines), se retirant dans une niche centrale. Les figures n'occupent pas exactement le centre, mais le seul élément au premier plan qui se trouve sur la sortie verticale est le calice que Sixte II tend à Laurent. La perspective centrale a été introduite à Rome par Fra Angelico et la représentation d’une perspective de colonnes à l’intérieur d’une basilique, reprise peu après également dans la fresque de Saint Laurent distribue l’aumône, est utilisée ici pour la première fois à échelle monumentale, après quelques expériences en petit format, comme la Présentation au Temple de l'estrade de l'Annonciation de Cortone (année 1430) ou L'Apparition des saints Pierre et Paul à Dominique de la prédelle du Couronnement de la Vierge du Musée du Louvre (1434-1435 environ). 
Autour de ces personnages, d'autres prêtres, diacres et religieux sont disposés en demi-cercle, chacun étant caractérisé par des robes riches en détails dorés, des objets précieux tenus à la main ou évocateurs, comme le voile transparent, rendu avec une grande maîtrise par le prélat derrière le pape. Le pape, dont les traits dissimulent un portrait de Nicolas V (un expédient expérimenté ici pour la première fois, qui a été largement réutilisé par la suite), est vêtu des vêtements pontificaux : la blouse, le dalmatique, la chasuble, le pallium et le fanon ; la tiare qu'il porte avec des perles, des émaux et des gemmes est particulièrement précieuse; son siège est également d'une grande valeur, décoré de clous et de gravures.

## Style
Les fresques de la chapelle Nicoline sont profondément différentes de celles du couvent San Marco de Florence (vers 1440-1445), en raison de la richesse des détails, des citations cultivées et de motifs plus variés, inspirés par des principes de richesse, de complexité de composition et de variété. Comme l'ont souligné des érudits comme Pope-Hennessy, les différences ne doivent pas être attribuées au développement du style de l'auteur, mais à la destination différente de la décoration : à San Marco, les fresques devaient accompagner et aider à la méditation des moines, alors qu’au Vatican, ils devaient célébrer le pouvoir et l’immensité des horizons intellectuels de la papauté dans le but de renouveler les gloires de la Rome antique après le désastreux abandon de la ville pendant la captivité d’Avignon. Après tout, le style de la chapelle Nicoline semble s’annoncer dans les récits vivants de la prédelle de la Pala di San Marco (1440-1443) ou dans d’autres œuvres antérieures, peut-être des prédelles ou des œuvres mineures, où l’artiste a pu laisser libre cours à sa créativité. 
Comme dans d'autres œuvres d'Angelico, l'élément central de la peinture est la lumière claire et diffuse. 